# Inventaris van het immaterieel cultureel erfgoed van het Brussels Hoofdstedelijk Gewest
In het Brussels Hoofdstedelijk Gewest bestaat een officiële lijst voor immaterieel cultureel erfgoed: de Inventaris van het immaterieel cultureel erfgoed (ICE). In september 2024 waren de volgende immaterieel erfgoedelementen op deze lijst opgenomen:
| Nederlandse naam                                                         | Franse naam                                                          | Locatie                                                       | Periode                                                                                             | Inschijving       | Foto | Bron   |
| ------------------------------------------------------------------------ | -------------------------------------------------------------------- | ------------------------------------------------------------- | --------------------------------------------------------------------------------------------------- | ----------------- | ---- | ------ |
| Beiaardcultuur                                                           | La culture du carillon                                               | Brussels Hoofdstedelijk Gewest                                | | 2014              |      | [ 2 ]  |
| De kunst van de valkerij                                                 | L'art de la fauconnerie                                              | Brussels Hoofdstedelijk Gewest                                | | 2016              |      | [ 3 ]  |
| Biercultuur                                                              | La culture de la bière                                               | Brussels Hoofdstedelijk Gewest                                | | 2016              |      | [ 4 ]  |
| De Ommegang                                                              | L'Ommegang                                                           | Stad Brussel                                                  | Jaarlijks begin juli                                                                                | 24 januari 2017   |      | [ 5 ]  |
| De fritkotcultuur                                                        | La culture du fritkot                                                | Brussels Hoofdstedelijk Gewest                                | | 14 juni 2017      |      | [ 6 ]  |
| De Meyboom                                                               | Le Meyboom                                                           | Ter Kamerenbos, Schaarbeek, Sint-Joost-ten-Node, Stad Brussel | Jaarlijks op 9 augustus                                                                             | 6 oktober 2017    |      | [ 7 ]  |
| Koninklijk Theater Toone                                                 | Théâtre Royal de Toone                                               | Stad Brussel                                                  | | 10 april 2018     |      | [ 8 ]  |
| De reuzen van Watermaal-Bosvoorde: Mieke, Janneke en Tichke              | Les géants de Watermael-Boisfort : Mieke, Janneke et Tichke          | Watermaal-Bosvoorde                                           | | 28 mei 2018       |      | [ 9 ]  |
| De reuzen van Stokkel                                                    | Les géants de Stockel                                                | Stokkel                                                       | | 21 januari 2019   |      | [ 9 ]  |
| De Wapengilden van Brussel                                               | Les Serments de Bruxelles                                            | Stad Brussel                                                  | |                   |      | [ 10 ] |
| De processie van Sint-Guido en Onze-Lieve-Vrouw-van-Gratie in Anderlecht | La procession de Saint-Guidon et de Notre-Dame de Grâce à Anderlecht | Anderlecht                                                    | Jaarlijks in september                                                                              |                   |      | [ 11 ] |
| Sint-Verhaegen                                                           | Saint-Verhaegen                                                      | Brussels Hoofdstedelijk Gewest                                | Jaarlijks op 20 november                                                                            | 29 julie 2019     |      | [ 12 ] |
| Het Bloementapijt van Brussel                                            | Tapis de fleurs de Bruxelles                                         | Stad Brussel                                                  | Tweejaarlijkse tijdens het weekend van 15 augustus                                                  | 1 oktober 2020    |      | [ 13 ] |
| Ambachtelijk vakmanschap en de speculoostraditie in Brussel              | Les savoir-faire artisanaux et la tradition du spéculoos à Bruxelles | Brussels Hoofdstedelijk Gewest                                | | 4 december 2020   |      | [ 14 ] |
| De levende kermiscultuur                                                 | La culture vivante de la fête foraine                                | Brussels Hoofdstedelijk Gewest                                | | 15 januari 2021   |      | [ 15 ] |
| De Teelt en de forcerie van witloof in Brussel                           | La culture et le forçage du chicon à Bruxelles                       | Brussels Hoofdstedelijk Gewest                                | | 15 maart 2021     |      | [ 16 ] |
| Fanfare des Chasseurs de Prinkères                                       | Fanfare des Chasseurs de Prinkères                                   | Brussels Hoofdstedelijk Gewest                                | | 1 juni 2021       |      | [ 17 ] |
| De Brusselse streektalen                                                 | Les parlers bruxellois                                               | Brussels Hoofdstedelijk Gewest                                | | 15 december 2021  |      | [ 18 ] |
| De Brusselse zwans                                                       | La zwanze bruxelloise                                                | Brussels Hoofdstedelijk Gewest                                | | 15 december 2021  |      | [ 19 ] |
| Brusselse clubbingcultuur                                                | La culture du clubbing bruxellois                                    | Brussels Hoofdstedelijk Gewest                                | | 6 juli 2023       |      | [ 20 ] |
| De kunst van het stripverhaal in Brussel                                 | L’art de la Bande Dessinée à Bruxelles                               | Brussels Hoofdstedelijk Gewest                                | | 23 april 2024     |      | [ 21 ] |
| Brussels Pride                                                           | Brussels Pride                                                       | Brussels Hoofdstedelijk Gewest                                | Elk jaar rond 17 mei, de Internationale Dag tegen Homofobie, Bifobie, Transfobie en Interseksefobie | 13 september 2024 |      | [ 22 ] |
| De traditie en het vakmeesterschap van de chocolade in Brussel           | La tradition et le savoir-faire du chocolat à Bruxelles              | Brussels Hoofdstedelijk Gewest                                | | 6 mei 2025        |      | [ 23 ] |